# Луганский экономический союз
Общественное движение «Луганский экономический союз» (укр. Громадський рух «Луганський економічний союз») — общественное движение в подконтрольной России Луганской Народной Республике.
Общественное движение находится под международными санкциями Евросоюза, Великобритании, Канады и ряда других стран

## История создания
7 октября 2014 года состоялось учредительное собрание общественной организации «Луганский экономический союз». «ЛЭС» был создан предпринимателями Луганска, его членами стали бизнесмены и представители промышленности ЛНР.
На всеобщих выборах 2014 года движение представляли первые три члена избирательного списка — лидер профсоюзов Олег Акимов, шахтёр Юрий Пахолюк, фермер Юрий Морозов, а также председатель движения, директор хлебообрабатывающего предприятия «Луганскмлын» Зинаида Надён.
«Луганский экономический союз» шёл на всеобщие выборы под девизом «Богатство в каждый дом». Заявленная его экономической программы — «создание сильной экономической модели в независимой Луганской Народной Республике и возрождение её промышленно-производственного и сельскохозяйственного потенциала».
По результатам парламентских выборов были избраны 15 членов общественного движения «Луганский экономический союз» — представителей промышленного комплекса и бизнеса Луганщины, которые стали депутатами Народного Совета ЛНР.
30 мая 2015 года первая общественная приёмная ОД «Луганский экономический союз» открылась в Луганске в Федерации профсоюзов ЛНР.

## Руководство
Должность председателя общественного движения «Луганский экономический союз» занимает Зинаида Надён, которая является депутатом Народного Совета ЛНР II созыва и входит в комитет по вопросам бюджетно-финансовой, инвестиционной и налоговой политики, экономики, торговли и внешних связей, развития малого и среднего бизнеса. Должность руководителя центрального исполнительного комитета движения занимает Юрий Морозов, который является депутатом Народного Совета ЛНР II созыва (также являлся депутатом Народного Совета I созыва) и входит в комитет по вопросам имущественных и земельных отношений, природных ресурсов и экологической безопасности.